# Coche de niño

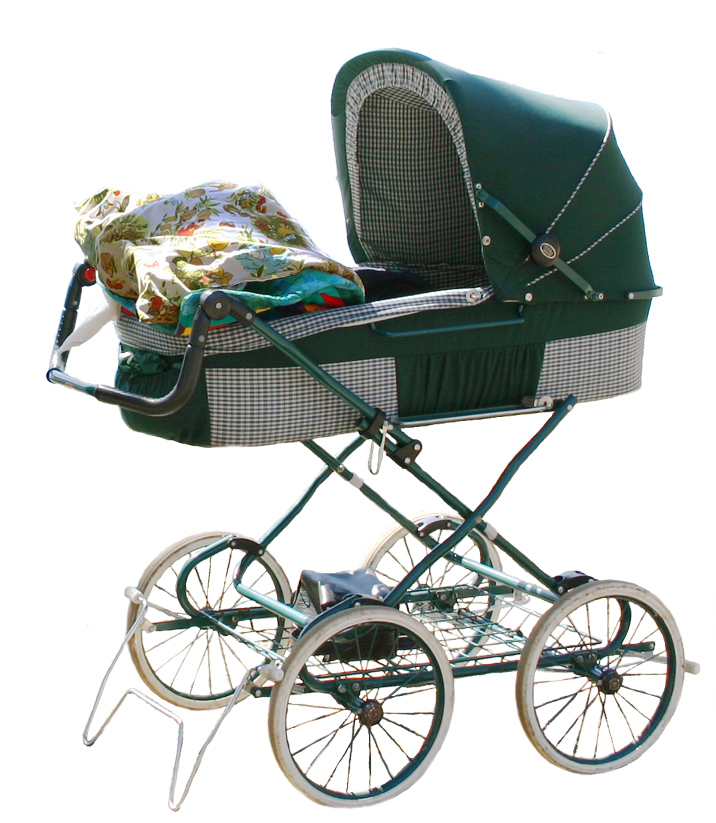
Coche de niño clásico.

Un coche de niño clásico, carricoche, cochecito, coche, o carriola es un vehículo que se utiliza para transportar a los bebés recién nacidos manteniendo generalmente al bebé acostado frente a la persona que lo empuja. Tiene la forma de una pequeña cuna y se asienta sobre un chasis con cuatro ruedas, actualmente también existen de tres ruedas. Tiene capota para proteger al niño del sol y otros accesorios como bolsa, rejilla inferior o funda de plástico para resguardarlo de la lluvia.
El primer cochecito fue construido en 1733 por William Kent, un arquitecto famoso de la época, para los hijos del Duque de Devonshire. Este cochecito fue creado para ser tirado por un pony o una cabra. Los cochecitos de niño se hicieron populares en el Reino Unido a partir de 1840. Incluso está documentado que la Reina Victoria adquirió tres coches de bebé de la “Hitchins Baby Store”. Ya en 1889 fue diseñado el primer cochecito predecesor a los sistemas polivalentes actuales. Este consistía de una cuna grande que se podía poner de tal manera, que el bebé mirase hacia la persona que lo empujaba o hacia al frente. A inicios de la década de 1920 los cochecitos ya estaban disponibles para todas las familias. En esta época también mejoró la seguridad: la suspensión fue agregada, frenos, ruedas más grandes y estables y un chasis más pesado. En los años 70, sin embargo, la tendencia volvió hacia una versión más básica, no completamente suspendida y con un cuerpo desmontable. Ahora los cochecitos de niño se utilizan muy raramente, siendo grandes y costosos en comparación con los sistemas polivalentes (véase abajo). Una de las marcas más conocidas y duraderas en el Reino Unido es Silver Cross, que fue fabricada primero en Guiseley, cerca de Leeds, en 1877, aunque esta fábrica ahora se ha cerrado.

## Sistemas polivalentes

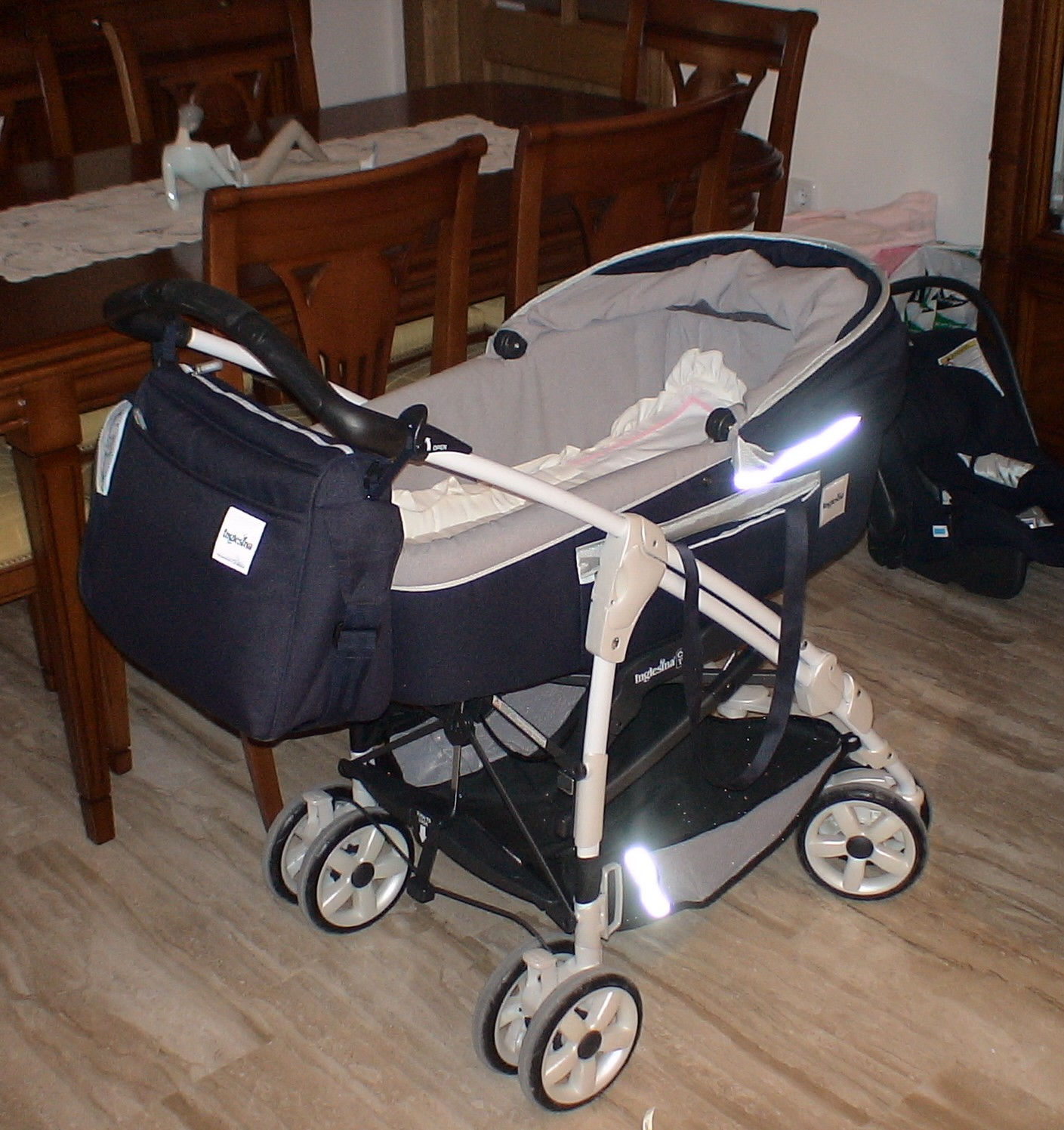
Cochecito de sistema polivalente, aquí con una cuna sobre el chasis para transportar al bebé acostado.

Los sistemas polivalentes consisten en un chasis, un asiento y una cuna de bebé desmontables que se encajan en el chasis según la edad del niño.
Así un vehículo de paseo puede intercambiarse, usando los primeros 6-9 meses un cochecito de niño y luego, cuando el bebé se puede sentar por sí mismo, una silla.
Otra ventaja de los sistemas polivalentes es que el chasis se puede doblar y por lo tanto es generalmente más pequeño que un cochecito tradicional y más fácil de guardar y transportarlo en el maletero de un coche. 

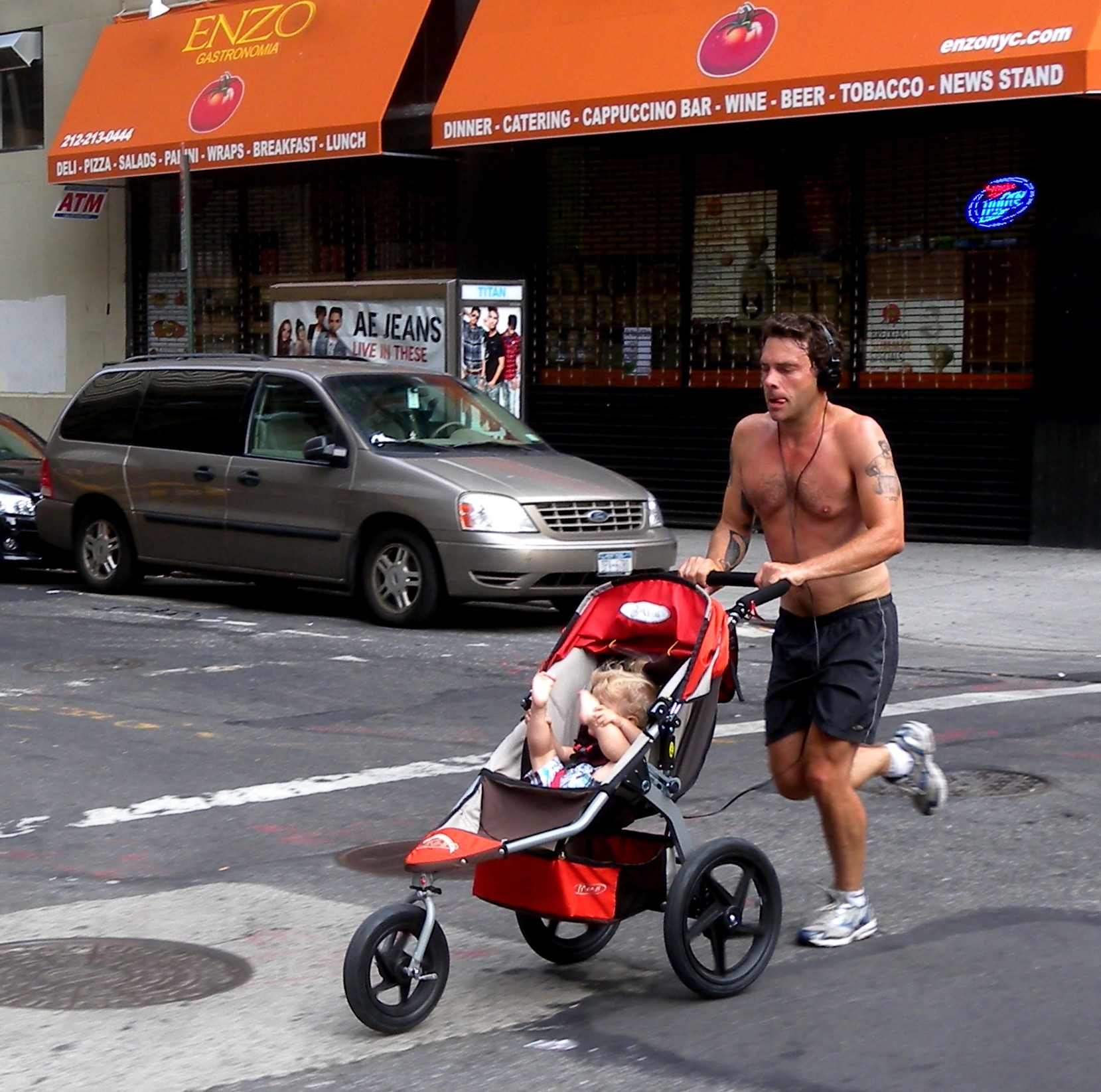
Un buggy de tres ruedas apto para trotar, también llamado Jogger.

Aún más livianos son los así llamados “buggy”, inventados por el británico Owen Maclaren en 1965. El buggy clásico se dobla como una sombrilla, es liviano y ocupa poco espacio, lo cual lo hace apto para el viaje. Hoy en día existen diferentes maneras efectivas para el doblaje, pero la idea de Maclaren de un cochecito ligero y apto para el transporte aun predomina. Los buggies tienen poca o ninguna amortiguación, son más ligeros, más pequeños al doblar y adecuados por lo general para bebés que se puedan sentar por sí mismos hasta los 15 kilos de peso. Hoy en día existen por un lado buggies con capote y con la silla completamente recostable con un peso entre 6 y 10 kilos y por otro buggies muy ligeros de 2-5 kilos sin capote y con una silla que no se puede recostar, siendo estos últimos más aptos para niños de 2-4 años y paseos cortos en la ciudad. Un buggy, independientemente del modelo, es por la falta de amortiguación y grandes comodidades para el bebé y la persona que lo empuja más adecuado para la ciudad, caminos y calles lisas. Desde los 2000 se hicieron populares los cochecitos deportivos de tres ruedas o motos para trotar.[cita requerida]

## Sistemas 3 en 1

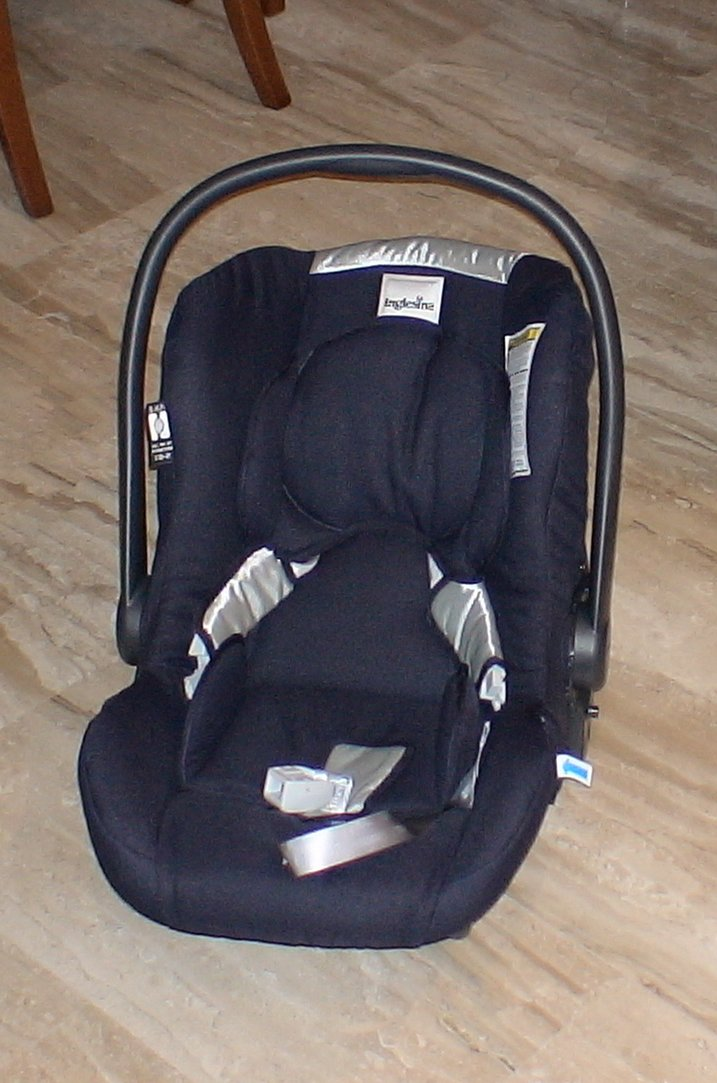
Una silla de automóvil Grupo 0

Los sistemas 3 en 1 permiten, además de un asiento y una cuna desmontable, encajar sobre el chasis la silla de bebé para el automóvil. Esto permite realizar compras rápidas sin trasladar al bebé de la silla de automóvil (Grupo 0) al cochecito para no despertarlo. Además el peso de una silla de automóvil con un bebé no debe ser subestimado; la posibilidad de trasladar al bebé en su silla de automóvil, así sea entre el aparcamiento y el piso/casa/almacén sobre el chasis del cochecito es para muchos padres un confort bienvenido. Sin embargo se recomienda no usar la sillita de coche para paseos, ya que la posición semi-sentada no es buena para el desarrollo de la espalda del bebé.[cita requerida]

## Coche gemelar
La silla de paseo doble que se puede usar desde el nacimiento del bebé, desde recién nacido hasta los 15 kg se utiliza para niños nacidos a la vez o hermanos de edades cercanas. Los coches gemelares tienen distintas posiciones para el bebé, tumbado, reclinado e incorporado. Las posiciones de las sillas pueden encontrarse una detrás de otra, las dos juntas, una más arriba que la otra.[cita requerida]